# Das total verrückte Irrenhaus
Das total verrückte Irrenhaus (Originaltitel: Carry On Again Doctor) ist der 18. Film der Carry-On-Filmreihe.

## Inhalt
Doktor Nookey arbeitet in der Klinik des Professor Carver. Der junge, gutaussehende Arzt ist allerdings etwas schusselig und verwechselt manche Türen – so steht er plötzlich als Lüstling da. Nur dem Einsatz der Privatpatientin Mrs. Moore ist es zu verdanken, dass er nicht entlassen, sondern auf eine Missionsstation einer Südseeinsel abgeordnet wird.

Dort trifft er den kauzigen Gladstone Screwer, der ein Rezept fürs Schlankwerden entdeckt hat. Nookey gelangt in den Besitz der Rezeptur und kehrt nach England zurück, wo er mit Hilfe von Mrs. Moore eine Spezialklinik für abnehmewillige Frauen gründet. Nicht nur die Schauspielerin Goldie Locks, die Nookey anhimmelt, lässt sich dort einweisen, sondern auch Professor Carvers Kollege Dr. Stoppage in Verkleidung. Auch Screwer, der an den finanziellen Erfolgen teilhaben möchte, taucht dort auf. Da Carver hinter der Rezeptur her ist und Screwer das Serum gegen ein Geschlechtsumwandlungsmittel austauscht, dauert es einige Zeit, bis die daraus entstehenden Verwicklungen zu aller Zufriedenheit gelöst sind: Durch die Moore-Nookey-Gladstone-Carver Clinic.

## Bemerkungen
In diesem Film begab sich das Carry-On…-Team nach 41 Grad Liebe und Das total verrückte Krankenhaus schon zum dritten Mal ins Krankenhaus. Warum der deutsche Verleiher sie ins Irrenhaus geschickt hat, ist nicht geklärt. Der DDR-Titel lautet Komm wieder, Doktor!.
Der Film ist typisch für seine Entstehungszeit. Im Jahr 1969 war die sexuelle Revolution in vollem Gange. Es gibt zwar keine echten Nacktszenen, doch der Film ist sehr freizügig, ein Beispiel ist der Auftritt Barbara Windsors in einem fast nichts mehr verhüllenden Herz-Bikini.

## Synchronisation
| Rolle                | Darsteller        | Synchronsprecher        |
| -------------------- | ----------------- | ----------------------- |
| Gladstone Screwer    | Sidney James      | Friedrich W. Bauschulte |
| Dr. Frederick Carver | Kenneth Williams  | Lothar Blumhagen        |
| Dr. Jimmy Nookey     | Jim Dale          | Andreas Mannkopff       |
| Dr. Ernest Stoppidge | Charles Hawtrey   | Horst Gentzen           |
| Oberschwester Soaper | Hattie Jacques    | Inge Wolffberg          |
| Miss Armitage        | Ann Lancaster     | Gudrun Genest           |
| Henry                | Peter Gilmore     | Claus Jurichs           |
| Patient              | Peter Butterworth | Gerd Duwner             |

## Kritiken
- „[…] die mehr oder weniger irrwitzigen Gags der ‚Carry On‘-Serie diesmal im Umfeld Wohlbeleibter.“ (Wertung: durchschnittlich) – Adolf Heinzlmeier und Berndt Schulz in Lexikon „Filme im Fernsehen“ (Erweiterte Neuausgabe). Rasch und Röhring, Hamburg 1990, ISBN 3-89136-392-3, S. 832

„Nur mäßig unterhaltendes Lustspiel mit etlichen geschmacklosen Gags.“

## Medien

### DVD-Veröffentlichung
- Das total verrückte Irrenhaus. AmCo/MMP 2006

### Soundtrack
- Eric Rogers: Carry On Again Doctor. Suite. Auf: What a Carry On! Eric Rogers' & Bruce Montgomery's theme music of the great British Carry On film comedies. vocalion digital, Watford 2005, CDSA6810 – digitale Neueinspielung der Filmmusik in Auszügen durch das Royal Ballet Sinfonia unter der Leitung von Gavin Sutherland
- Eric Rogers: Carry On Doctor/Carry On Again Doctor. Suite. Auf: The Carry On Album. Music From the Films by Bruce Montgomery and Eric Rogers. ASV, London 1999, Tonträger-Nr. CD WHL 2119 – digitale Neueinspielung der Filmmusik in Auszügen durch das The City of Prague Philharmonic Orchestra unter der Leitung von Gavin Sutherland